# Tidy man

Le pictogramme « Tidy man ».

Le Tidy man est un pictogramme destiné à inciter les consommateurs à jeter les papiers et emballages dans une poubelle.
Il montre une personne en train de mettre un papier dans une poubelle. 
Ce signe est à vocation écologique et se retrouve sur de nombreux emballages.
Le pictogramme est né dans le cadre de la campagne Keep Britain Tidy.